# Gele gaasvlieg
De gele gaasvlieg (Nineta flava) is een insect uit de familie van de gaasvliegen (Chrysopidae), die tot de orde netvleugeligen (Neuroptera) behoort. 
Nineta flava is voor het eerst wetenschappelijk beschreven door Scopoli in 1763.